# 曾廟
曾庙，又称曾子庙、宗圣庙，是历代祭祀曾参的专庙，位于山东省嘉祥县城南23公里的南武山南麓。曾参（前505年－前435年），字子舆，春秋時代末期鲁国南武城（今山東嘉祥]）人，儒家主要代表人物之一，孔子的弟子，世稱“曾子”、“宗圣”。

## 历史
曾庙始建于周考王十五年（前426年），原名“忠孝祠”。明正统九年（1444年）重建后改称“宗圣庙”。明弘治十八年（1505年）山东巡按金洪秦请扩修，正德九年（1514年）完工。明万历七年（1579年）重修，奠定了现在的布局和规模。
曾庙是一处极具代表性的古代官式建筑群体，保留了鲜明的明代建筑风格。曾庙座北朝南，四周围以红墙，南北通长230米，东西宽120米，占地面积27600平方米。主要建筑物30余座。庙内碑碣林立，古柏参天。
曾庙西侧约500米处有曾子墓。

## 图片
- 庙前全景
- “宗圣庙”坊
- “宗圣庙”坊和宗圣门
- 宗圣门内的第一进院落
- 戟门
- 戟门左前方的中兴亭
- 戟门与宗圣殿之间的乾隆御碑亭
- 宗圣殿
- 宗圣殿
- 宗圣殿
- 寝殿
- 宗圣殿西路建筑

## 相關
- 四氏學
- 四氏
- 孔廟
- 孟廟
- 顏廟